# 麻辣女孩
《麻辣女孩》是美国华特迪士尼公司推出的动画影集。由迪士尼频道与美国广播公司播出，講述高中女生金姆跑遍全球打擊犯罪，但也必須與一般青少年一樣處理許多生活課題的故事。原本製作了三季共65集和兩部電視電影即告完結（在现任CEO罗伯特·艾格上任之前迪士尼電視影集最多製作65集，即著名「65集定律」），但因為這影集實在太受歡迎，愛好者發起了「拯救麻辣女孩」的活動，使迪士尼打破慣例繼續製作第四季，總計87集。播放歷時五年三個月，目前為迪士尼原創系列中第三長，僅次於《飛哥與小佛》和《小公主苏菲亚》。
麻辣女孩從2003年開始在台灣迪士尼频道播出，由丁文琪代言並演唱中文主題曲。中国大陆於2004年在中央电视台少儿频道播出。
麻辣女孩电视電影《麻辣女孩：最高机密》DVD由博伟在台湾发行，國語版VCD由中录德加拉在中国大陆发行。《麻辣女孩：超時空任務》（Kim Possible: A Sitch in Time）DVD在台湾也已经发行，並且在2005年於中国大陆发行VCD。电视原声带由Sony在台湾发行。在GBA平台上也發行了數款遊戲。
2019年推出真人版電影。

## 角色介紹
麻辣女孩的的劇情觀點大部分以金姆和衝不停的觀點為中心。金姆和衝不停除了是校園生活的同學，也是任務搭擋。偉德是主要的情報來源和高科技支援，也安排任務所需的交通工具。皮皮平時藏在衝不停的口袋，在任務陷入困境時可能成為反敗為勝的關鍵。
金姆在學校是啦啦隊員，她和衝不停要和學校的師生們相處。巴金老師是一個性格嚴厲且出現頻率極高的老師，在學校對金姆和衝不停經常有不友善的表現。邦妮也是個啦啦隊員，以金姆死對頭的身份出現在劇情中。另外還有金姆的好友莫妮卡。
在任務中經常要和各式各樣的反派交手，其中總是想以瘋狂計畫征服世界的怪博士杜肯和他的助手席果是出現頻率相當高的對手。其他還有猴拳爵士、火爆凱利根、辛辣老芋頭和嗆辣小蕃薯父子檔以及瘋狂博士等人。

## 任務配件
- 通訊器（Kimmunicator）

金姆專用的通訊器，具備通訊、隨身聽和上網等多用途，也能讓偉德像操縱機器人進行遙控。通訊器的來電鈴聲如《Call Me, Beep Me》的音樂開頭，畫面有「KP」字樣。
在第四季金姆更換任務裝造型後，通訊器也變更為手錶外型戴在金姆的右手。
- 噴射背包（Jetpack Backpack）

背包加裝噴射器，可以讓金姆出任務時接近險要的地形。背包裡面可能還裝了與任務無關的物品，例如學校作業。如果背包內裝太多東西，可能會拖慢飛行速度。一個噴射背包也僅能負荷一人。
- 橡皮噴射口紅（Elastic Firing Lipstick）

外形看起來如一般口紅，實際上會噴射粉紅色橡皮黏膠。衝不停曾經在布諾小吃拿這個起來查看，讓黏膠噴射到自己的臉和上半身。
- 吹風機/爪鉤（Hair Dryer/Grappling Hook）

金姆用來攀爬的裝備，從外形如吹風機的發射器射出繩鉤以鉤住目標。常見的用途包括要秘密接近目標時，用來攀爬懸崖或建築物外層。以及目標即將以交通工具離開，尤其是飛行器的時候。
在第四季金姆更換任務裝造型後，爪鉤也被整合到手錶型通訊器。
- 粉盒（Compact/Zip Line）

附帶鏡子的粉盒，金姆的日常用品之一。在任務中遇到敵人光束類型的武器攻擊時，粉盒也能成為任務配備，利用鏡子反射光束攻擊。
- 掃瞄太陽眼鏡（Scanner Sunglass）

附帶掃瞄裝置的太陽眼鏡，可以讓金姆搜尋到肉眼難以發現的蹤跡。
- 雷射唇膏(Laser Lipstick)

外形看起來如一般口紅，實際上會射出具破壞力的雷射光。在《So The Drama》曾經在滲透百慕達的時候切開通風管壁，被關在杜肯的基地時由皮皮使用這支唇膏切斷繩索協助脫困。
- 陸上風帆船(Wind Sailing Boat on land)

可伸縮成大拇指一般小，把它丟在地上就會自行展開，可像在海上衝浪一般在陸地上前進。在《A Sitch In Time》中出現。
- 粉餅易爆氣體(Anesthetizing Lip Balm)

將蓋子打開讓敵人聞，對方就會昏迷。在《So The Drama》中出現。

## 電影版
- 麻辣女孩時空之旅（Kim Possible: A Sitch in Time） - 2007年

金姆與衝不停在開學沒多久就被迫分開，後來隨任務每次失敗後卻發現有陰謀，並且對此事並不單純，為此穿越時空找出幕後黑手。
- 麻辣女孩電影版：超級任務（Kim Possible Movie: So the Drama） - 2005年

結業舞會就快到了，金姆就像過去的舞會一樣為尋找舞伴所苦。杜肯研究了青少年習性後，制定一套計畫要對付金姆並征服世界。另一方面，衝不停發現自己對金姆有不同以往的感覺……
- 麻辣女孩（Kim Possible）（注：由于本电影于2018年2月7日宣布制作，所以暂无上映日期。目前已知本作为真人版电影而并非动画版电影）

## 集數

### 排序差異
- 麻辣女孩的集數分四季。其中《Showdown at the Crooked D》在美國編在第三季集數之間，亞洲版順序則排在第二季集數之間。
- 美國與亞洲迪士尼播出的順序不同，且兩者皆未完全按照時間線的順序。

### 標題翻譯
- 《A Sitch in Time》以DVD發行版本標題譯為「超時空任務」，以電影版在電視播出標題為「時空之旅」。
- 《So the Drama》以電影版在電視播出標題為「超級任務」，電視影集版播出時中文標題的語音和字幕為「最佳舞伴」。
- 在台灣第三季某些集數播出時，有中文標題的語音和字幕。

### 進度變動狀況
- 電視影集有可能在原播放進度插入進度外集數，其中《A Very Possible Christmas》可能會在接近聖誕節時插入。
- 《A Sitch in Time》和《So the Drama》有時在電視版播出進度會跳過。

### 播放內容差異
- 《A Sitch in Time》DVD版直接在一開始劇情進行中列出片頭名單，不進片頭曲及其畫面。
- 《A Sitch in Time》DVD版和電視電影版一開始有原文標題。
- 《A Sitch in Time》DVD版片尾曲為《This Year》，同時出現的畫面與名單以藍天為背景讓文字由上往下捲動。
- 《So the Drama》電影版（包含電視播出與DVD）的片頭曲與畫面不同於電視影集版，而且出現的時間和電視影集版不同。
- 《So the Drama》電視電影版比電視影集版多劇情片段，而DVD版又比電視電影版有更多劇情片段。
- 《So the Drama》電影版（包含電視播出與DVD）劇情最後的背景音樂《Could It Be》並不隨劇情結束終止，而是持續到片尾畫面與人員名單顯示完結。
- 《So the Drama》電視電影版片尾畫面是黑色背景搭配不同顏色剪影，和名單一起直接換頁。DVD版片尾畫面是純黑色背景，名單由上往下捲動。

## DVD
收錄麻辣女孩某些集數，形式包括一般的電視影集版與特別編輯過的電影版。還有一些額外內容，可能是設定資料、額外集數或MV。台灣發行的版本和美國可能有些差異。

### 麻辣女孩：最高機密
麻辣女孩：最高機密（Kim Possible: The Secret Files）是收錄少數集數的特輯，額外內容包括反派設定資料、其中一集動畫短片和一部MV。
- 主要內容：第一季的三集，包括《Attack of the Killer Bebes》、《Downhill》和《Coach Possible》。
- 角色設定：收錄麻辣女孩十大通緝名單（Kim's Most Wanted Wacko Bad Guys），以互動式小遊戲方式介紹十名反派。包括怪博士杜肯、席果、吉爾、基因艾咪、寶貝殺手[6]、猴拳爵士、辛辣老芋頭和嗆辣小蕃薯、火爆凱利根、胡狼傑克。
- 額外集數：動畫短片「金姆戀愛了！」（Crush）[7]
- MV：收錄由Christy Carlson Romano演唱《Say the World》的MV。

### 麻辣女孩：超時空任務
麻辣女孩：超時空任務（Kim Possible: A Sitch in Time）是以《A Sitch in Time》為主題，額外內容有金姆、衝不停和皮皮過去、現在和未來的設定以及和皮皮有關的MV。
- 主要內容：收錄《A Sitch in Time》的故事並以電影版方式呈現。
- 角色設定：收錄穿越時空無遠弗屆時空猴模擬程式（Totally Awesome Tempus Simius Simulation Activity），內容為簡介金姆、衝不停和皮皮的過去、現在和未來。[8]
- MV：收錄《The Naked Mole Rap》的MV[9]，掛名衝不停和皮皮主唱。[10]

### 麻辣女孩：罪犯檔案
麻辣女孩：罪犯檔案（Kim Possible: The Villain Files）是收錄少數集數的特輯，額外內容包括反派設定資料和MV。
- 主要內容：包括前兩季的三集，順序依次為第二季《Blush》、第一季《Animal Attraction》和《Number One》。
- 角色設定：收錄惡棍家族聚會（The Villain House Party），介紹反派包括瘋狂博士、胡狼傑克、辣妹琳恩、火爆凱利根、怪博士杜肯、席果、吉爾、猴拳爵士和基因艾咪。
- MV：收錄強納斯兄弟演唱《It's Just You》的MV。

### Kim Possible Movie: So the Drama
Kim Possible Movie: So the Drama是以《So the Drama》為主題，額外內容有兩段未曾在電視上播出的片段影片、其中一部影集和兩部MV。本片在台灣並未發行。
- 主要內容：播出電影版《So the Drama》的加長版。
- 刪減短片：收錄兩段電視上未播出的場景片段《10 Times Better》[11]和《High School Evil》[12]。
- 額外集數：收錄第三季集數《Gorilla Fist》。
- MV：收錄由Christy Carlson Romano演唱《Could It Be》的MV和傑西·麥卡尼演唱《Get Your Shine On》MV。

## 歌曲
出現在麻辣女孩相關作品的歌曲。包括出現在劇情中，或者以其它型式收錄發行。即使標題相同，出現在不同地方的版本內容可能有一些差異。

### 音樂CD
麻辣女孩的音樂CD收錄13首歌曲，其中也包括某些在電視版播出的歌曲。於2003年推出。
1. CALL ME, BEEP ME! (The Kim Possible Song) - 克里斯蒂娜·米蓮
2. It's Just You - LMNT（英语：LMNT）
3. I'm Ready - Angela Michael
4. Get Up on Ya Feet - 亞倫·卡特
5. Celebration - Jump5（英语：Jump5）
6. Say the Word - 金姆(Christy Carlson Romano配音)
7. Summertime Guys - Nikki Cleary（英语：Nikki Cleary）
8. This Year - A*TEENS（英语：A*TEENS）
9. Work It Out - Brassy（英语：Brassy (band)）
10. E! Is for Everybody - Cooler Kids（英语：Cooler Kids）
11. Come On, Come On - 破嘴合唱團
12. The Naked Mole Rap - 榮恩衝不停(威爾·弗萊德配音)和皮皮(南希·卡特賴特配音)
13. CALL ME, BEEP ME! (Tony Phillips Remix) - 克里斯蒂娜·米蓮

## 平面產品

### 小說
總共十二集，每集各挑選從第一季到第二季的集數以文字表現。
1. Bueno Nacho：對應原本影集同名的集數。
2. The New Ron：對應原本影集同名的集數。
3. Showdown at Camp Wannaweep：對應原本影集的《Sink or Swim》。
4. Downhill：對應原本影集同名的集數。
5. Killigan's Island：對應原本影集的《Number One》。
6. Monkey Business：對應原本影集的《Monkey Fist Strikes》。
7. Attack of the Killer Bebes：對應原本影集同名的集數。
8. Royal Pain：對應原本影集同名的集數。
9. Tweeb Trouble：對應原本影集的《The Twin Factor》。
10. Extreme：對應原本影集的《All the News》。
11. Grudge Match：本集所對應原本影集並非同名的集數，而是對應《Pain King vs. Cleopatra》。出版前原定名稱《Ready to Rumble》。
12. Cloned：對應原本影集的《Kimitation Nation》。

### 漫畫
彩色漫畫，共七集。每集包含原影集中兩集內容。

### 互動式小說
《Pick A Villain》系列。在書中選擇一個反派，再從書中選擇一種解決之道。以這樣的模式展開劇情。
1. Game On!
2. Badical Battles
3. Masters of Mayhem
4. So Not the Drama!

### 設定集
- The Kim Possible Files：第一季為背景。以金姆的觀點介紹自己的生活、部分重要角色、冒險記錄、截圖和投書等。

### 解謎
- Code Word: Kim

杜肯要征服世界，而玩家要幫助主角金姆解開各種書中的遊戲、謎團和謎語以破解杜肯的密碼並保護世界。
- Save the World Kit

利用各種套件，模仿劇情中的主角金姆進行任務。內容物包括可以看見潛伏邪惡的秘密太陽眼鏡、以裸隱鼠皮皮為特色的貼片、加密訊息書和解譯它們的特殊解碼器。